# Цинис, Имант Карлович
Имант Карлович Цинис — советский хозяйственный, государственный и политический деятель, Герой Социалистического Труда (1971). Заслуженный мелиоратор СССР (1985).

## Биография
Родился в 1931 году в Латвии. Член КПСС.
С 1950 года — на хозяйственной, общественной и политической работе. В 1950—1990 гг. — прицепщик, тракторист машинно-тракторной станции, машинист, старший машинист экскаватора Елгавского мелиоративно-строительного управления, машинист экскаватора Елгавской ПМК-13.
Указом Президиума Верховного Совета СССР от 8 апреля 1971 года присвоено звание Героя Социалистического Труда с вручением ордена Ленина и золотой медали «Серп и Молот».
Избирался депутатом Верховного Совета Латвийской ССР 8-го созыва. Делегат XXV съезда КПСС.
Заслуженный мелиоратор СССР (1985).
Умер в Елгаве в 1990 году.